# Mahama Johnson Traoré
Mahama Johnson Traoré (* 1. Januar 1942 in Dakar; † 8. März 2010 in Paris) war ein senegalesischer Filmemacher und Schriftsteller.
Mahama Johnson Traoré war der Sohn eines Geschäftsmannes. Er studierte Elektrotechnik im Senegal, in Mali und Paris. In Paris studierte er am Conservatoire libre du cinéma français. Er heiratete Rokhaya Daba Diop und wurde Vater von vier Kindern.

## Filme
Traoré wurde zu einem der führenden Filmemacher der Generation nach der Unabhängigkeit. Er war mit Ousmane Sembène befreundet. Von Ende der 1960er Jahre bis Anfang der 1980er Jahre machte Traoré eine Reihe von Filmen in Wolof mit hohen sozialen Ansprüchen. 1969 gehörte er zu den Mitbegründern des in Ouagadougou beheimateten Panafrikanischen Filmfestivals (FESPACO).